# کوشیک
کوشیک (به چکی: Košík) یک منطقهٔ مسکونی در جمهوری چک است که در ناحیه نیمبورک واقع شده‌است. کوشیک ۱۴٬۶۸ کیلومتر مربع مساحت و ۳۴۰ نفر جمعیت دارد.